# Kildare County
Der Kildare County Football Club  war ein irischer Fußballverein aus der Stadt Newbridge in der Grafschaft Kildare. Der Verein wurde erst 2002 gegründet, spielt aber bis zur Auflösung ununterbrochen in der niedrigeren Spielklasse der League of Ireland, der First Division.

## Geschichte
Als sich 2001 der St. Francis FC während der laufenden Saison aus der League of Ireland zurückzog, wurde dem Verein Newbridge Town die Aufnahme in die Liga angeboten. Nach einigen Verhandlungen einigte man sich jedoch darauf, einen neuen Club zu gründen, der im Stadion von Newbridge Town seine Heimstätte haben sollte. Die ersten drei Spielzeiten beendete Kildare County jeweils auf dem besten Platz, der nicht zum direkten Aufstieg bzw. zur Teilnahme um die Aufstiegs Play-offs berechtigte. In allen drei Fällen fehlte Kildare County je nur ein Sieg für den Aufstieg in die Premier Division, blieb aber jeweils zweitklassig.